# Antonaria leroyi
Antonaria leroyi es una especie de coleóptero de la familia Megalopodidae.

## Distribución geográfica
Habita en la República Democrática del Congo.